# 나스 스케타네
나스 스케타네(일본어: 那須資胤, 생년 미상 ~ 1583년 4월 3일)는 시모쓰케국의 센고쿠 다이묘이다. 나스씨 제20대 당주이다.
나스씨 제18대 당주 나스 마사스케(那須政資)의 차남으로 태어났다. 스케타네는 모리타씨(森田氏)의 양자로 입적하였으나 19대 당주이자 이복형 다카스케(高資)와의 대립으로 자취를 감추었고 그사이 형 다카스케는 하가 다카사다(芳賀高定)의 모략으로 센본 스케토시(千本資俊)에 의해 살해당했다. 이로 인해 스케타네는 나스씨의 가독을 이어받게 되었다.

## 참고 자료
- 사료총람(史料綜覧)
- 대일본 사료[1](大日本史料)